# Wenzelsbibel

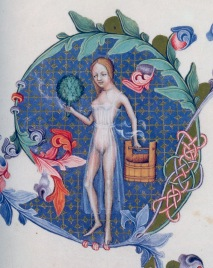
Detail: Bademädchen (Cod. 2759, fol. 160).

Die Wenzelsbibel ist eine zwischen 1390 und 1400 in Prag entstandene Prachthandschrift. Diese deutschsprachige Bibel wurde für den König Wenzel IV. von Böhmen geschrieben und gemalt. Sie enthält eine der ältesten Übersetzungen des Alten Testaments ins Deutsche.

## Aufbau
Die Wenzelsbibel befindet sich heute in der Österreichischen Nationalbibliothek in Wien und wird dort unter der Signaturen Cod. 2759 bis Cod. 2764 aufbewahrt. Sie umfasst im jetzigen Zustand sechs Bände mit zusammen 1214 Pergament-Blättern mit einem Seitenformat von 530 × 365 mm. Jede Seite ist mit zwei Kolumnen zu 36 Zeilen beschrieben mit einer Kopfleiste über jeder Kolumne. Besonders wertvoll sind die 654 zum Teil mit Gold ausgelegten Miniaturen. Bedeutend sind aber auch die Randverzierungen, die sogenannten Drolerien. Die Wenzelsbibel wird häufig als Vollbibel bezeichnet, blieb aber unvollendet: Es fehlen die zwölf Kleinen Propheten, das Erste und das Zweite Makkabäerbuch sowie das Neue Testament.

## Schrift und Miniaturen
Die Handschrift ist in der so genannten Textura, also einer gotischen Schrift, auf höchstem kalligraphischem Niveau verfasst. Zeittypisch fehlen bis auf den Punkt jegliche Satzzeichen; Großbuchstaben werden nur am Zeilenanfang verwendet. Die Namen der Schreiber sind nicht überliefert, man geht aber davon aus, dass mindestens drei Schreiber mit dem Text beschäftigt waren und weitere Fachkräfte in Arbeitsteilung für die Miniaturen, die Kapitelzählung etc. zuständig waren. Die namentlich meist nicht oder nicht sicher bekannten sieben oder mehr Buchmaler aus dieser Wenzelswerkstatt werden von Kunsthistorikern zum Beispiel nach den von ihnen jeweils illustrierten Teilen mit Notnamen wie „Balaam-Meister“ oder „Ruth-Meister“ benannt; man vermutet auch, dass ein Großteil der Arbeiten von einem Maler mit Namen Frana (Frantisek) stammt.

## Entstehung
Zwar achtete die römische Kirche im 14. Jahrhundert angesichts vor- und frühreformatorischer Bewegungen wie der Lollarden John Wyclifs in England darauf, dass die Bibel nicht unkontrolliert in der Volkssprache verbreitet werden konnte, und auch Kaiser Karl IV. bekräftigte für sein Herrschaftsgebiet 1369 das Übersetzungsverbot für die Vulgata. Karls Sohn und Nachfolger Wenzel jedoch setzte sich hierüber hinweg und gab die Prachthandschrift in deutscher Sprache im Jahr 1385 in Auftrag, wobei Martin Rotlev, ein reicher Kaufmann mit engen Beziehungen zum Hof der Luxemburger, die Finanzierung übernahm. Wer allerdings die Übersetzung selbst vornahm, ist bis heute unbekannt. Mit der Absetzung Wenzels im Jahre 1400 wurde die Arbeit an der Bibel bis auf weiteres unterbrochen. Erst 1441, unter dem Habsburger Friedrich III. wurde die Arbeit fortgesetzt, ohne dass man dabei zum Ende gekommen wäre. Insgesamt wurden 607 Kalbshäute für die Bibel verwendet. Das Werk wurde im Jahr 1790 in der heutigen Form gebunden.

## Besitzgeschichte
1447 wurden die Blätter erstmals gebunden, wobei etwa dem heutigen 5. Band die Habsburger-Devise A.E.I.O.U. beigefügt wurde. Um 1500 verbrachte man die Bibel auf die Innsbrucker Hofburg. Um 1580 war sie im Besitz des Erzherzogs Ferdinand, der sie auf Schloss Ambras aufbewahrte.
Als die Tiroler Linie der Habsburger 1665 ausstarb, wurde die Ambraser Bibliothek mit den Wiener Beständen in der Hofbibliothek in Wien vereinigt. 1790 erfolgte die Neubindung in sechs Bände; 1803 wurde das Werk kurzfristig vor dem Ansturm der napoleonischen Truppen nach Ungarn verbracht.
Seit 1936 ist die Wenzelsbibel als Codices vindobonenses Nr. 2759–2764 Besitz der Österreichischen Nationalbibliothek. Der Forschergemeinde ist sie lediglich in Form von Faksimiles zugänglich. Im Jahr 1981 brachte der Stuttgarter Fackelverlag ein Faksimile von Band 1 (Genesis und Exodus) heraus. Eine vollständige Faksimile-Ausgabe der Wenzelsbibel ist bei der Akademischen Druck- und Verlagsanstalt in Graz erschienen.

## Gesamtausgabe
- Die Wenzelsbibel, Faksimile-Ausgabe des Originals der Österreichischen Nationalbibliothek Wien, Codex 2759–2764; Verlag ADEVA, Graz 1981–1998; 9 Bände und 2 Kommentarbände; Codices selecti, 70. Digitalisat